# Halimba
Halimba is een plaats (község) en gemeente in het Hongaarse comitaat Veszprém. Halimba telt 1139 inwoners (2005).